# さぱり
さぱり（SAPARi）とは、かつてソニーが運営していたアバターチャットサービスの1つである。ユーザーはソニーが開発した専用ブラウザであるCommunity Place Browserを使用して、動物や人間などの「アバター」に扮し、サーバー上の3次元仮想空間「ワールド」にアクセスすることにより他の参加者と会話することができた。（メタバースの先駆け的存在とも言える）名称の由来は、「Sampo Park Relaxation」の頭文字をとったものとされる。
一時期、同社のパソコンVAIOシリーズに専用ブラウザがプリインストールされており、利用料も無料であったためVAIOユーザーを中心に多くの利用者がいたが、サービスの有料化、VAIOへのプリインストールの中止等により利用者が減少し、2003年1月31日、サービスが終了された。
初心者でも馴染み易い操作性とキャラクターにより、当時の他のチャットに比してインターネット初心者を含む幅広い層のユーザーが存在し、ユーザー同士のコミュニティなども多数結成されていたため、かつてのユーザーの間でサービスの復活を望む声も多い。Community Placeは2002年に販売終了になった。さぱりアルファはソニーのSpaceStream技術を使用したのだ。しかし、本来さぱりは昔のサーカスパークと同じく、野間恒毅によって製作されたワールドであるため、試作品である。
ソニーのほかのチャットに比べれば、シンプルでプロトタイプ的な存在である（例えばワールド内のVRMLオブジェクトとインタラクションはできない）。

## システム

### ワールド
Virtual Reality Modeling Language（VRML）で記述された仮想三次元空間であり、ソニーが運営する専用サーバー上に置かれていた。サービス開始当初は「公園」の1つであった。利用者の増加により逐次追加されたが、サービス末期には利用者減少により統合されたものもあった。
公園川、池、山、教会、トンネル、空中に浮かぶ島などがある。利用者の増加に伴い「公園2」「公園3」なども作られた。
下町横丁銭湯や露店などがある。公園の滝の裏に隠し通路があり、そこをクリックすると入れた。
下町横丁改下町横丁と似た外観を持つが、独立した別のワールド。追加配布されたデータをインストールすると利用できた。
コースト海の中に島、軍艦などが配置されている。コーストには時間の流れがあり（実時間ではない）、昼になったり夜になったりする。また、ワールド内の複数のオブジェクトに設置された隠しスイッチを一定の順序でクリックすることで打ち上げ花火があがるギミックがあり、誰かが花火をあげると他の参加者もその花火を見ることができた。
公園と同様、「コースト2」「コースト3」も追加された。
さぱりミレニアム2000年1月に追加されたワールド群。ミレニアム公園、ミレニアムコースト、ミレニアム本所、ミレニアム下町、山の手、ガーデン、温泉があった。
本所時代村株式会社ジーシーオーが製作し、さぱりと同時に公開されていたワールド。江戸時代の町並みを錦絵から再現した世界。侍、忍者、町娘、町人のアバターを使用する。

### ブラウザ
さぱり専用にカスタマイズされたソニー製のクライアント機能付きVRMLブラウザ「Community Place Browser」を使用する。3Dグラフィックによるメインウィンドウ及び、チャットログ等を表示する「マルチユーザーウインドウ」で構成される。ソニーが展開しているVAIOシリーズにプリインストールされていたほか、同社が販売していたソフト「インターネット3Dパック」にバンドルされていた。サーバーの稼働は終了している現在でも、VRMLの閲覧（キャラクターの操作）を行うことは可能である。

### アバター
動物や人間もモチーフにした3Dキャラクターで、数十種類あるが、各ワールドに共通して使用できるものと、特定のワールドでしか使用できないものがある。初期設定ではピンク色の猫となっているが、Community Place Browser上の設定で変更できる。また、ユーザーにより各部の色や大きさなどをカスタマイズすることができる。

### 会話
- 同じワールド内にログインしている他のユーザーのうち、お互いのアバターが一定の距離以内にいる複数のユーザーと同時に会話することができる。
- 会話は、発言者のアバター画像の上に表示されるほか、マルチユーザーウインドウにログが表示される。
- アバターにより、手を振る、寝たふりなどのいくつかのアクションを表現することができる。

## 歴史
- 1997年2月6日 - サービス開始
- 1999年11月 - 「さぱりミレニアム」β版公開
- 2000年1月 - 「さぱりミレニアム」正式公開
- 2001年9月1日 - サービスが有料化（月額300円）
- 2003年1月31日 - サービス終了

VAIOにプリインストールするという手法により、「さぱり」は数十万ユーザーを獲得に成功した。しかし拡大するユーザー数に対して確たるビジネスモデルは存在せず、サーバー費用や運用費用がふくらむだけだった。その後「さぱり」はSo-netへ移管、有料化されるが、無料だったものを有料化することでユーザーが反発。激減したことでコミュニティは崩壊し、収益もほとんどあがらず、その後閉鎖に追い込まれる。

## 製作の詳細
当時の野間恒毅の開発PCはDEC、モニターは三菱ダイアモンドトロンであった。GCOはNewTek社の3DCGソフト「LightWave3D」のプラグインでVRML出力した。「LightWave3D」でポリゴン数を調整している。
開発方法は以下の手順。
1. 3Dモデリング（dxf形式）
2. dxfからvrmlへコンバート（モデルのみ）
3. vrmlでオーサリング（動きをつける）
4. 主にJava（当初はTcl/Tk）でプログラミングし、動作をつける
5. Community Placeで動作確認
6. サーバー・クライアント環境のため、複数台のPCで動作チェック
7. 3Dコンテンツ公開
8. オフィシャルサイト公開、ユーザーグループの管理運営（Web）
9. 3Dコンテンツ内でのユーザーコミュニケーション、サポート

モデリングはデザイナーに発注したが、dxf形式ファイルを受け取ったあとの製作は野間が一人で担当したという流れ。企画自体、ディレクションも野間が担当しています。

## 関連記事
- チャット
- VRML
- PlayStation Home

## 参考
さぱりのアーカイブサイト